# FJ1600
FJ1600（エフジェイせんろっぴゃく）は、日本のフォーミュラカーレースのカテゴリー名。スーパーFJの前身で、1980年から2009年まで開催されていたジュニア・フォーミュラである。なおカテゴリー名のFJはFormula Juniorの略というのが一般的だが、Formula Japanの略だという説も存在する。

## 概要

### 初級者用フォーミュラ
ヨーロッパにおけるフォーミュラ・フォードのような初級者用フォーミュラとして1980年にスタートした（それ以前は、エンジン排気量が300cc少ないFJ1300名義の同様のカテゴリーが存在）。ドライバーの育成に主眼をおいたレギュレーションづくりにより、ウィングなどの空力的付加物をつけないことで、コストを抑えるとともに、サーキットドライビングの基本をマスターすることを目標としている。その結果、マシンはいささか不格好(フロントインテーク主流時代は顕著)な外観となり、レース自体の不人気に繋がっていた。
パイプフレームを基本にしたシャシーに、エンジン縦置きFFだった富士重工業（現・SUBARU）製の水平対向 EA71型（スバル・レオーネ用）を、トランスミッションもそのままに後方へ搭載することで、エントリーフォーミュラにふさわしい特性を得ることができた。スタート当初は別のエンジンを搭載した車両も存在したが、重心位置の低さや富士重工業の協力もあり、その後、事実上のワンメイクエンジンとなった。1980年代当時でも、EA71エンジンは既に設計は時代遅れで非力なエンジンではあったが、比較的シンプルな機構で壊れ辛く、修理やメンテナンスもしやすいというメリットも大きかった。しかし1994年に生産終了したものの、その後後継エンジンが決定(実質上の後継エンジンである、EJ16への換装も諸事情で断念)せず、中古エンジンや部品の枯渇に悩まされることとなる。
タイヤは13インチの市販タイヤであったが、2000年頃にようやくレース専用スリックタイヤが解禁された。
80年代のマシンは前部にエアインテークを構えた構造が主流であったが、冷却器の位置の変更や、空力性能の低さから、フロントインテークのマシンは淘汰されていった。

### マシン購入
ウエストレーシングカーズや東京R&D、オスカーなど複数のコンストラクター（車体製造会社）が、上記のレギュレーションに合わせたFJのマシンを製造していた。当時はエンジン込みで平均300万円台で販売されていた。2013年現在は新車の販売は事実上終了しているが、中古車の販売は引き続き行われている。

### シリーズ
2006年までは全国8つのサーキット（スポーツランドSUGO・仙台ハイランド・ツインリンクもてぎ・筑波サーキット・富士スピードウェイ・鈴鹿サーキット・岡山国際サーキット・オートポリス）で7シリーズ（東北シリーズのみSUGOと仙台ハイランドで開催、他はサーキット単独シリーズ）が行われていたが、後述するスーパーFJへの移行等の関係で規模は徐々に縮小され、2009年はもてぎ・筑波・富士・鈴鹿・オートポリスの5サーキットで「JAF地方選手権」としてシリーズ戦が開催された。JAF地方選手権の開催は同年で終了し、現在は一部のサーキットが独自シリーズの形でレースを開催している（詳細は後述）。
2009年までは、年末に日本一を決する「FJ日本一決定戦」も行われ、同レースの成績優秀者にはジャパンスカラシップシステムによる翌年度のF4シリーズ参戦費用をサポートするスカラシップも用意されていた。

### スーパーFJへの移行
しかし既にエンジンの生産が終了してから長期間が経過しており、レースでの使用に耐えうるエンジンの確保が徐々に困難になってきていること（既にクランク等について新品の部品の在庫が尽きており、オーバーホールすら困難になりつつあった）、またフォーミュラカーはもちろんのことツーリングカー等でも空力の重要性が高まってきており「ドライバー育成のためには早くからウィング付きの車を経験させた方が良いのではないか」といった意見が増えてきたことから、日本自動車連盟（JAF）は2007年よりFJ1600の後継カテゴリーとして「スーパーFJ」を発足させることを決定し、2009年までFJ1600とスーパーFJが並行してJAF地方選手権として開催された。
スーパーFJ用の新車・エンジンの購入資金といった金額的な問題や、車のパフォーマンス部分で、既存のFJエントラントやメンテナンスガレージの間ではスーパーFJの成功を疑問視する声も多かったが、一方で「エンジン部品の供給が困難である以上、いずれ移行は避けられない」との認識も広がり、2008年は具体的な移行のタイミングを各エントラント、ガレージ単位で探り続けた。
2010年にはFJ1600のJAF地方選手権は廃止されスーパーFJに一本化されたが、引き続きFJ1600への参戦を希望する者が少なくないことから、2010年以降も一部サーキットでは独自シリーズとして引き続きFJ1600のレースが開催された。しかし参加エントラントの減少が続き単独シリーズとしての維持が困難になり、概ね2013年頃までにはスーパーFJへの移行が完了した。ただ2022年現在も可動する車体・エンジンは少なくないため、それらが各サーキットのスポーツ走行枠や体験走行会等での走行、またヒストリックカーレースへの参戦などに使用されている。
なお、2012年にはフィリピン共和国においてFJ1600を使ったFormula Windsシリーズが開催されている。

## スペック
- エンジン：水平対向4気筒・OHV・1,600cc（スバル・EA71）
- タイヤ：2009年まではダンロップ、2010年より横浜ゴム（ADVAN） ※いずれもワンメイク
- 車両重量：465kg以上（ドライバーを含んだ走行可能状態での規定最低重量）
- 最高速度：220km/h以上

## 歴代チャンピオン
| 年     | 鈴鹿A    | 鈴鹿B      | 筑波A    | 筑波B      | 東北     | 西日本   | オートポリス |
| ------ | -------- | ---------- | -------- | ---------- | -------- | -------- | ------------ |
| 1980年 | 坂本典正 | ――         | ――       | ――         | ――       | ――       | ――           |
| 1981年 | 久徳一則 |            |          |            |          |          | ――           |
| 1982年 |          |            |          |            |          |          | ――           |
| 1983年 | 岡田成一 | 兵頭秀二   | 山本郁二 | 片山右京   |          |          | ――           |
| 1984年 | 片山右京 |            | 松井茂樹 |            |          |          | ――           |
| 1985年 | 成瀬茂喜 |            | 太田哲也 | 横島久     |          |          | ――           |
| 1986年 | 田中実   | 田中実     | 佐田博文 |            |          | 田中実   | ――           |
| 1987年 | 服部尚貴 | 和田久     | 村松栄紀 | 服部尚貴   |          | 和田久   | ――           |
| 1988年 | 金石勝智 | 藤永敬道   | 石川朗   | 加藤トオル | 細野智行 | 藤永敬道 | ――           |
| 1989年 | 高村一明 | 高村一明   |          | 浅見武     |          | 高村一明 | ――           |
| 1990年 | 小川圭一 | 沢田龍太郎 | 間中竜二 | 塩原秀雄   | 早田岳史 | 小川圭一 | ――           |
| 1991年 | 渋谷勉   |            | 塩原秀雄 | 渡辺設也   | 島守広   | 渋谷勉   |              |
| 1992年 |          | 岡野豊     | 薮内弘道 |            | 大野修   | 高西文雄 |              |
| 1993年 | 谷川達也 |            | 内間淳   |            | 類家吉孝 |          | 玉中哲二     |
| 1994年 | 高木真一 |            | 樋口統也 |            | 三橋茂   | 高木真一 |              |

### 主な出身ドライバー
- 高橋徹（F2、GC）
- 茂木和男（全日本F3000、全日本ツーリングカー選手権）
- 佐藤浩二（全日本F3000、全日本ツーリングカー選手権）
- 中谷明彦（全日本F3000、全日本ツーリングカー選手権、JGTC）
- 横島久（全日本ツーリングカー選手権）
- 片山右京（F1、JGTC）
- 田中実（全日本F3000）
- 野田英樹（F1、国際F3000選手権、フォーミュラ・ニッポン）
- 服部尚貴（F1、CART、フォーミュラ・ニッポン、SUPER GT）
- 村松栄紀（全日本F3000）
- 和田久（全日本F3000、全日本ツーリングカー選手権、SUPER GT）
- 西垣内正義（全日本F3000、全日本ツーリングカー選手権）
- 金石勝智（全日本F3000、フォーミュラ・ニッポン、ドイツツーリングカー選手権、SUPER GT）
- 柴原眞介（フォーミュラ・ニッポン、SUPER GT）
- 光貞秀俊（全日本F3000、フォーミュラ・ニッポン、SUPER GT）
- 土屋武士（フォーミュラ・ニッポン、SUPER GT）
- 小暮卓史（フォーミュラ・ニッポン、SUPER GT）
- 吉本大樹（GP2、フォーミュラ・ニッポン、SUPER GT）